# Norderstedt

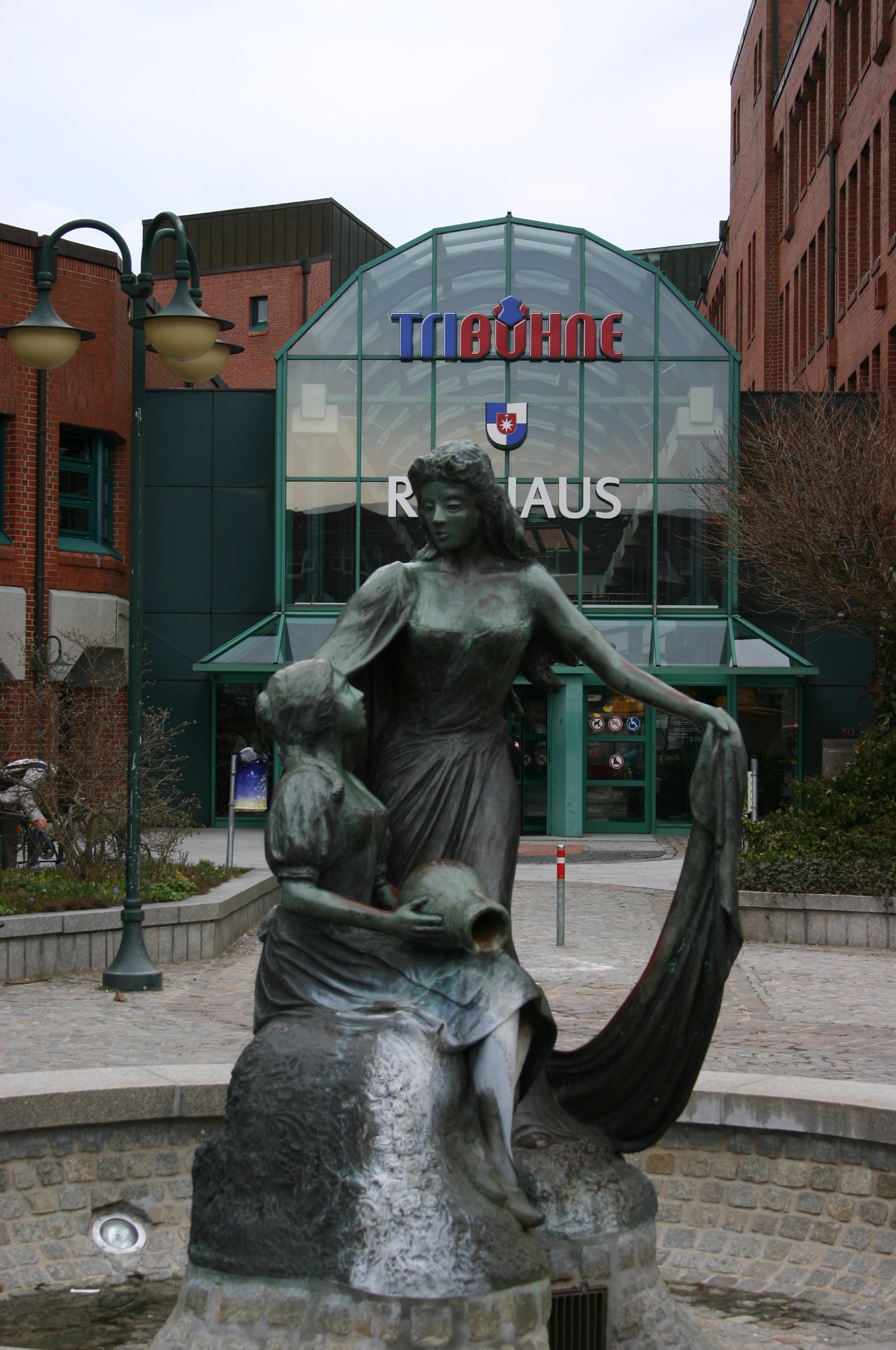
Voorzijde Rathaus met "Regentrude"

Norderstedt is met zijn, op de peildatum van de meest recente statistiek 79.155 inwoners de grootste stad van de Kreis Segeberg in Sleeswijk-Holstein. Eind 2024 had de stad 82.844 inwoners. 

## Geografie
Norderstedt is vlak boven Hamburg gelegen. Het hoort echter bij het Bundesland Sleeswijk-Holstein. Norderstedt is in oppervlakte de op vier na en wat inwoneraantal betreft sedert  2024 eveneens de op vier na grootste stad in Sleeswijk-Holstein. Sinds 2006 heeft de stad als eerste in de deelstaat de status van Große kreisangehörige Stadt.

## Ontstaan

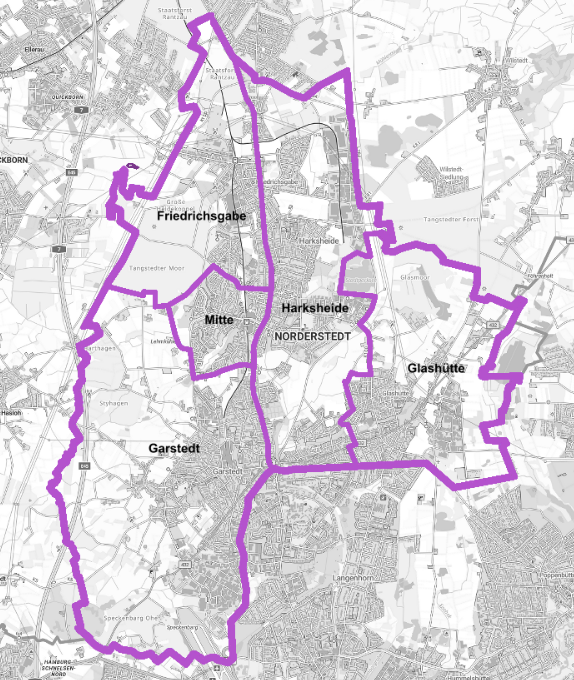
Stadsdelen van Norderstedt

Friedrichsgabe, Garstedt, Glashütte en Harksheide, vier sterk gegroeide voorstadsgemeenten van Hamburg, maar buiten het gebied van het Bundesland Hamburg gelegen, werden in 1970 samengevoegd tot één nieuwe stad.
Aangezien de landkreisen van herkomst, respectievelijk Pinneberg en Stormarn het niet eens konden worden over de modaliteiten, werd de stad bij de landkreis Segeberg gevoegd.
In het geografische midden van de vier voormalige gemeenten werd een nieuwe wijk, toepasselijk 'Mitte' genoemd, gebouwd.

## Economie
Norderstedt is de zetel van het tot Beiersdorf AG behorende bedrijf Tesa, dat onder andere plakband produceert.
Verder zetelen in Norderstedt diverse distributiecentra en andere logistieke en handelsondernemingen. Een van de belangrijkste daarvan is het hoofdkantoor van  Blume 2000, een keten van circa 200 over geheel Duitsland verspreide bloemenwinkels, die ook boeketten aan huis bezorgt.
Norderstedt is verder vooral een woonforensengemeente voor mensen met een werkkring in het aangrenzende Hamburg.

## Bijzonderheden
De stad is eigenaar van een spoorlijn op haar grondgebied. Het zuidelijk gedeelte wordt uitgebaat door de Hamburger Hochbahn als U-Bahn en sluit aan bij de lijn U1 van de Hamburgse U-Bahn. Het noordelijk deel vormt de lijn A2 naar Ulzburg-Süd, uitgebaat door AKN.
De stad bezit geen beroepsbrandweer - de vrijwilligerskorpsen van de vier vroegere gemeenten bestaan nog steeds -, en geen ziekenhuis.
Anderzijds beheert de stad dan weer:
- vier middelbare scholen ('Gymnasium'): een voor elke vroegere gemeente
- een van de grootste zwembaden van Noord-Duitsland: 'Arriba Erlebnisbad'
- een eigen telefoon/kabel-tv maatschappij: 'Wilhelm.Tel GmbH'
- een eigen vervoersbedrijf: VGN Gmbh
- een polyvalente evenementenhal: 'MeNo'
- de Landesgartenschau 2011 die in het stadspark Harksheide plaatsvond.

## Partnersteden
- Kohtla-Järve (Estland)
- Maromme (Frankrijk)
- Oadby and Wigston (Engeland)
- Zwijndrecht (Nederland), sinds 1981

## Bekende inwoners
- Uwe Seeler (1936-2022), voetballer en voetbalbestuurder